# جو دمپسی
جو دمپسی (انگلیسی: Joe Dempsie؛ زادهٔ ۲۲ ژوئن ۱۹۸۷) هنرپیشه اهل بریتانیا است. وی از سال ۲۰۰۰ میلادی تاکنون مشغول فعالیت بوده‌است. او بیشتر برای بازی در نقش گندری در مجموعه تلویزیونی بازی تاج‌وتخت شهرت دارد.

## فیلم‌شناسی
- اسکینز (۲۰۰۸–۲۰۰۷)
- دکتر هو (۲۰۰۸)
- مرلین (۲۰۰۸)
- یونایتد لعنتی (۲۰۰۹)
- بازی تاج‌وتخت (۲۰۱۹–۲۰۱۷، ۲۰۱۳–۲۰۱۱)
- هیولاها: قاره تاریک (۲۰۱۴)
- تغییر دهنده‌های بازی (۲۰۱۵)
- یکی از ما (۲۰۱۶)
- رودخانه تاریک (۲۰۱۷)
- دولت پنهان (۲۰۱۹–۲۰۱۸)